# Łukasz Walawender
Łukasz Walawender (ur. 19 lipca 1996) – polski siatkarz, grający na pozycji rozgrywającego.

## Sukcesy klubowe
Puchar Polski:
- 2019

Mistrzostwo Polski:
- 2019